# Start of Something New
Pistes de High School Musical
Get’cha Head in the Game
Start of Something New (Le début de quelque chose de nouveau en français) est une chanson issue du téléfilm High School Musical et publiée le 10 janvier 2006 aux États-Unis, en même temps que la bande originale du film. La chanson est interprétée par Troy Bolton et Gabriella Montez, deux personnages incarnés par Zac Efron et Vanessa Hudgens.

## Place dans le téléfilm
Cette chanson est la première à apparaître dans le téléfilm. Lors de la fête du nouvel an organisée dans un chalet d'une station de ski, Troy Bolton et Gabriella Montez sont choisis au hasard pour chanter une chanson en karaoké. D'abord réticents, Troy commence par chanter, et est sur le point d'arrêter quand Gabriella prend la relève. Au fur et à mesure de la chanson, ils vont ainsi se « libérer » pour interpréter la chanson de manière très convaincante. Cette chanson marque donc la rencontre des deux personnages avant qu'ils se retrouvent au lycée d'East High.

## Paroles
Les paroles du refrain sont:
This could be the start
Of something new
It feels so right
To be here with you (ooh)
And now looking in your eyes
I feel in my heart (feel in my heart)
The start of something new
Traduction:
C'est peut-être le commencement
De quelque chose de nouveau
Cela semble si naturel
D'être ici avec toi
Et maintenant en regardant dans tes yeux
Je sens dans mon cœur
Le commencement de quelque chose de nouveau
Traduction en anglais :
This may be the beginning
Of something new
It seems so natural
To be here with you
And now looking in your eyes
I feel in my heart
The beginning of something new